# NGC 791
NGC 791 је елиптична галаксија у сазвежђу Рибе која се налази на NGC листи објеката дубоког неба.
Деклинација објекта је + 8° 29' 59" а ректасцензија 2h 1m 44,2s. Привидна величина (магнитуда) објекта NGC 791 износи 13,3 а фотографска магнитуда 14,3. NGC 791 је још познат и под ознакама UGC 1511, MCG 1-6-31, CGCG 413-28, PGC 7702.